# Андекс
Андекс (нім. Andechs) — громада в Німеччині, розташована в землі Баварія. Підпорядковується адміністративному округу Верхня Баварія. Входить до складу району Штарнберг.
Площа — 40,44 км2. Населення становить 3739 ос. (станом на 31 грудня 2020).